# Assemblée des délégués d'arrondissement

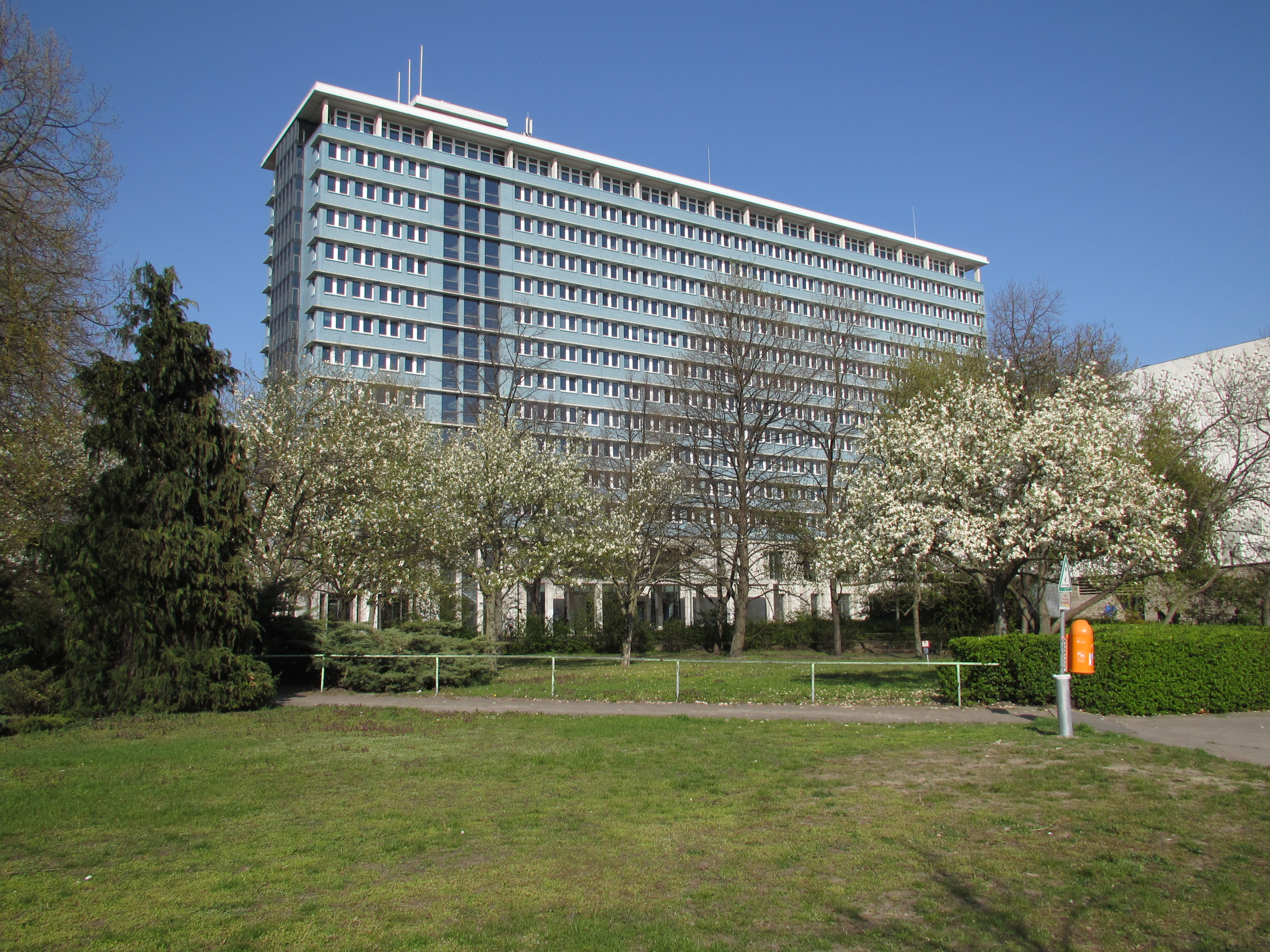
La mairie de Mitte, siège de l'assemblée des délégués d'arrondissement.

L’assemblée des délégués d'arrondissement (en allemand : Bezirksverordnetenversammlung [bəˈt͡sɪʁksfɛɐ̯ˈʔɔʁdnətn̩fɛɐ̯ˈzamlʊŋ] - BVV [beːfaʊ̯faʊ̯]) ou le parlement d'arrondissement est l'assemblée parlementaire dans chacun des douze arrondissements municipaux de Berlin, capitale de l'Allemagne. 
La formation des assemblées remonte jusqu'aux Réformes prussiennes au début du XIXe siècle. Aux termes de la constitution de Berlin, ils font partie de l'administration publique. Elles sont composées de maximum 55 délégués par arrondissement dont l'élection quinquennale est concomitante avec celle du parlement régional. Leur rôle est de nommer le maire (bourgmestre) et ses quatre adjoints présidant le centre administratif (Bezirksamt) de chaque arrondissement et de s'assurer de la bonne marche des institutions administratives municipaux. 

## Vote

Partis majoritaires par arrondissement après les élections de 2016.

En parallèle de l'élection législative locale du Parlement berlinois, les citoyens inscrits sont appelés à voter pour former l'assemblée des délégués d'arrondissement. Le vote des délégués d'arrondissement est un scrutin de liste. Une personne seule ne peut pas se présenter, elle doit intégrer une liste d'un parti (SPD, CDU, Die Linke, Les Verts, etc.) ou d'un groupe indépendant. Le seuil électoral est établi à 3 %, alors qu'il est de 5 % au niveau du Parlement régional, et permet ainsi aux petits partis ou aux indépendants d'entrer aux assemblées.
À la différence des autres mandats, tout résident berlinois possédant le droit de vote actif et passif ainsi que la citoyenneté d'un pays de l'Union Européenne peut se présenter sur une liste électorale. L'assemblée des délégués est élue pour cinq ans le même jour que celle du Parlement. Les candidats élus constituent des groupes parlamentaires, ils élisent l'ensemble du présidium de l'assemblée et adoptent leur règlement intérieur.

## Rémunération
Le poste de délégué d'arrondissement est honorifique. Le délégué reçoit une allocation symbolique de 15 % du montant de l'indemnité parlementaire d'un député au Parlement de Berlin. La somme allouée est arrondie pour être divisible par cinq. Pour une indemnité de député d'un montant de 3 742 €, un délégué reçoit 560 € par mois. À ceci s'ajoutent des jetons de présence (20 € pour les réunions de groupe, les réunions de comités ou le conseil des anciens, 31 € pour les séances plénières) et une compensation de 40 € par mois pour les frais de déplacement. Les présidents de groupe reçoivent une allocation 3,5 fois plus importante.

## Élections de 2016
La répartition des sièges aux Parlements d'arrondissements :
| Charlottenburg-Wilmersdorf | Friedrichshain-Kreuzberg | Lichtenberg          | Marzahn-Hellersdorf |
| Mitte                      | Neukölln                 | Pankow               | Reinickendorf       |
| Spandau                    | Steglitz-Zehlendorf      | Tempelhof-Schöneberg | Treptow-Köpenick    |